# Sint-Quintinuskathedraal
De Sint-Quintinuskathedraal, toegewijd aan Quintinus, is in het centrum van Hasselt gelegen. De Sint-Quintinuskerk werd kathedraal bij de oprichting van het bisdom Hasselt in 1967. Tot dan waren de inwoners van de provincie Limburg leden van het bisdom Luik. Ze is tegelijkertijd parochiekerk van de Sint-Quintinusparochie. Het kathedraalkoor luistert er de pontificale vieringen op.

## Geschiedenis
Met de bouw werd in de 11e eeuw begonnen. Uit die tijd stamt de uit ijzerzandsteen opgetrokken onderbouw van de toren (62 m hoog). Voor de rest is voor de toren mergel gebruikt (13e eeuw). De kerk zelf, zoals ze nu bestaat, is twee eeuwen jonger.
In de 16e eeuw bouwde men rond het reeds bestaande koor een omgang met vier kapellen.
Als rond 1560 hagenprekers uit Nederland in het prinsbisdom het protestantisme uitdroegen leidde Gerard van Groesbeek het verzet. Op 19 januari 1567 kreeg de kerk te maken met de Beeldenstorm en samen met Maaseik verklaarde deze stad zich kortstondig onafhankelijk. Sacramentshuis, beelden, zijaltaren en het hoogaltaar werden vernield. Gerard wist de orde te herstellen.
Zondagnamiddag 14 mei 1725 rond 19 uur sloeg de bliksem in op de torenspits, die vervolgens brandend door het noordwestelijk dakgebindte naar beneden viel. Hierbij werden beiaard, dak en orgel van de kathedraal vernield.
Nog datzelfde jaar werd de nieuwe, huidige torenspits op de toren geplaatst. Een restauratie volgde in de 19e eeuw en men plaatste neogotische glasramen. Enkele schilderijen komen uit de Abdij van Herkenrode. De Hasseltse kunstschilder Godfried Guffens versierde de kathedraal met muurschilderingen. Ze is voorzien van een beiaard.
De Sint-Quintinuskathedraal is sinds 1933 een beschermd erfgoed.

## Bezienswaardigheden
- Het Niehofforgel, dat werd gebouwd door Nicolaas en Jacob Niehoff uit 's-Hertogenbosch in 1592/1593. Twee herstellingen werden in de 17e eeuw uitgevoerd: in 1641 door Christian Anclon uit Hoei en in 1665 door de Schotse orgelbouwer Robert Gordan. Het instrument onderging een grondige transformatie in 1791. Het kerkorgel werd uit elkaar gehaald en Joseph Binvignat en Lambert Houdtappel uit Maastricht bouwden een nieuw met drie klavieren. Daarbij herbruikten ze een groot deel van het originele pijpwerk van het oorspronkelijke orgel waarmee het als het oudste van België wordt beschouwd. Van Weert in 1628 maar ook Jan II Posselius uit Helen (1708/09), Christiaen Penceler uit Leuven (1711/14), en Henrich Möseler uit Luik (1750) voorzagen het kerkorgel van pijpen die opnieuw werden ingebouwd bij de restauratie van het orgel in 2002. Deze restauratie werd uitgevoerd door Orgelbau Schumacher toenmalig Baelen.
- Het torenuurwerk uit 1911.
- Het Beiaardmuseum met daarin een beiaardklavier uit de 18e eeuw en een tentoonstelling die het klokgietproces toont.
- Een schilderij afkomstig van de abdij van Herkenrode die de sacramentsprocessie van Herkenrode voorstelt met abdis Barbara de Rivière en de dames die het H. Sacrament vergezellen (zie de afbeelding hieronder).
- Een barok beeld van Sint-Joris en de draak van de Hasseltse beeldsnijder Daniël van Vlierden.

## Galerij

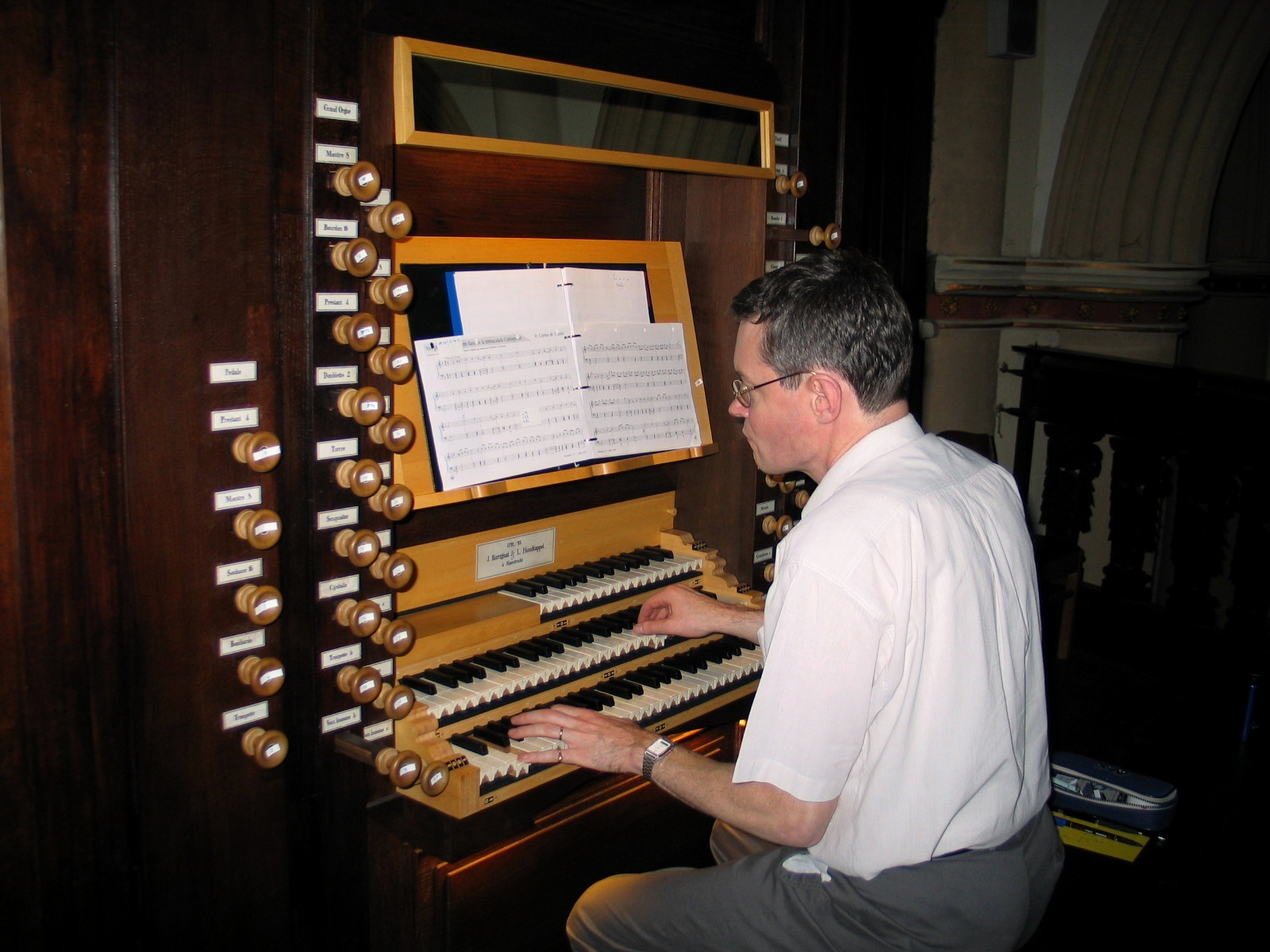
Pierre Thimus bespeelt het orgel
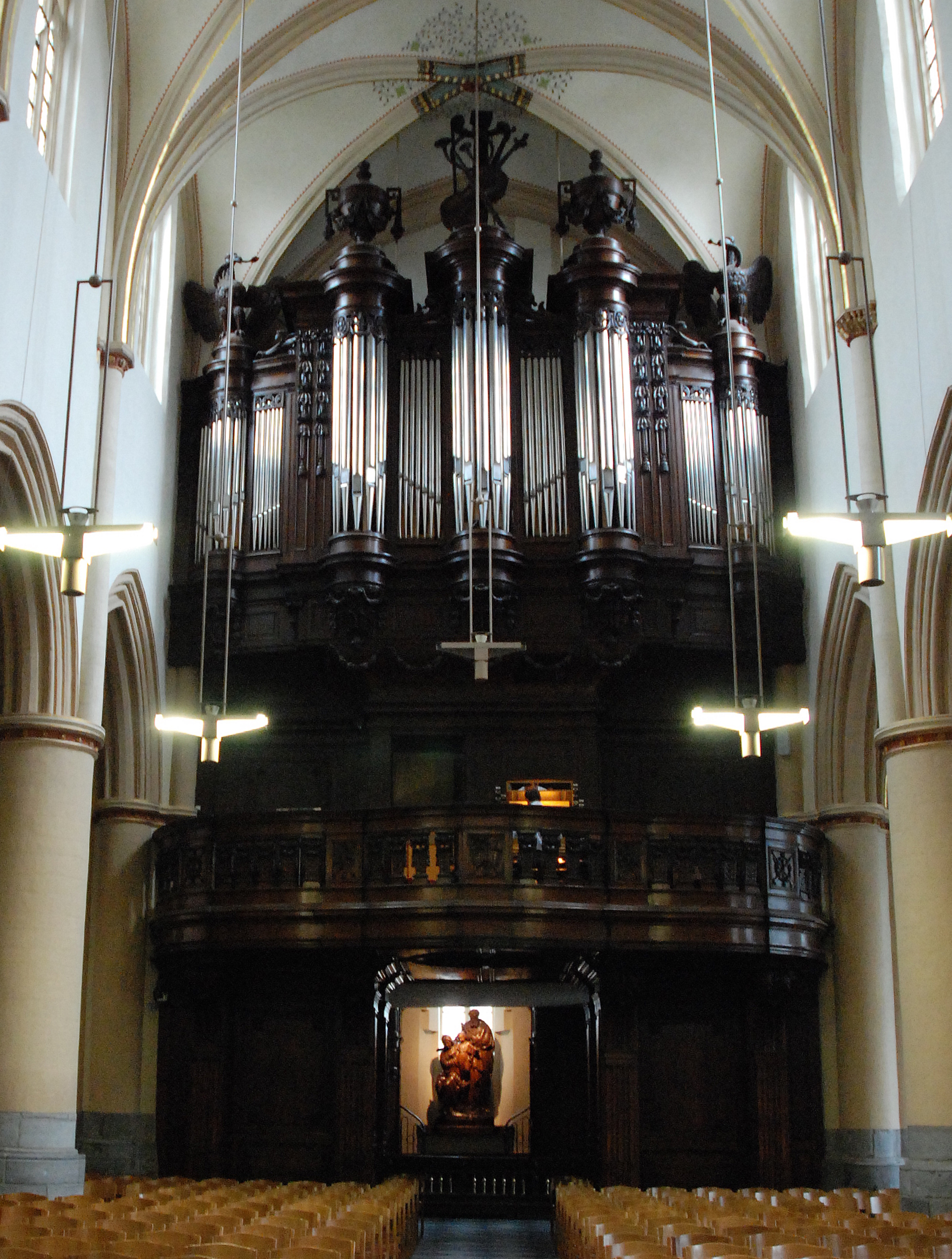
Binvignat-Houdtappel orgel
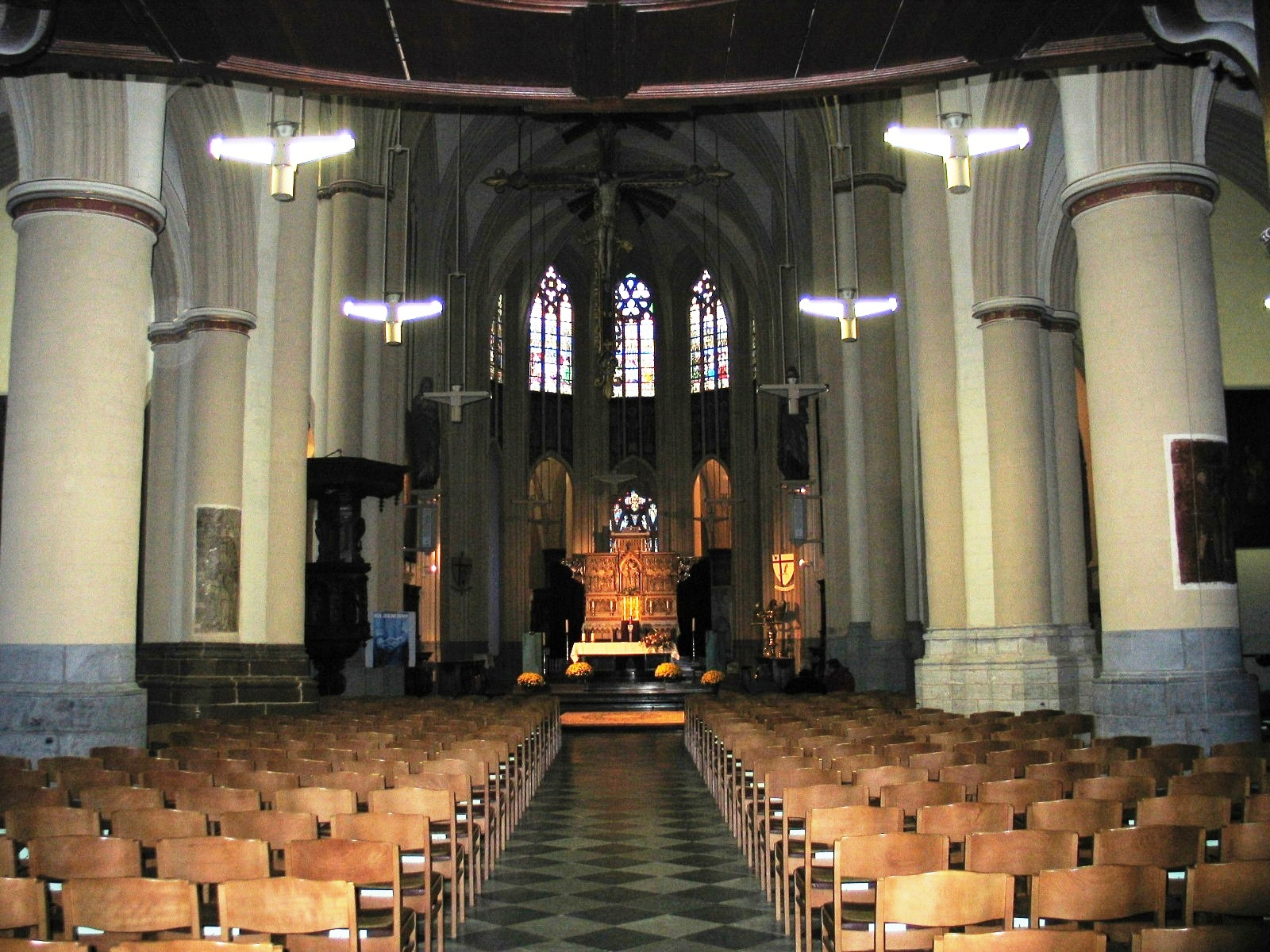
Interieur Sint-Quintinuskathedraal
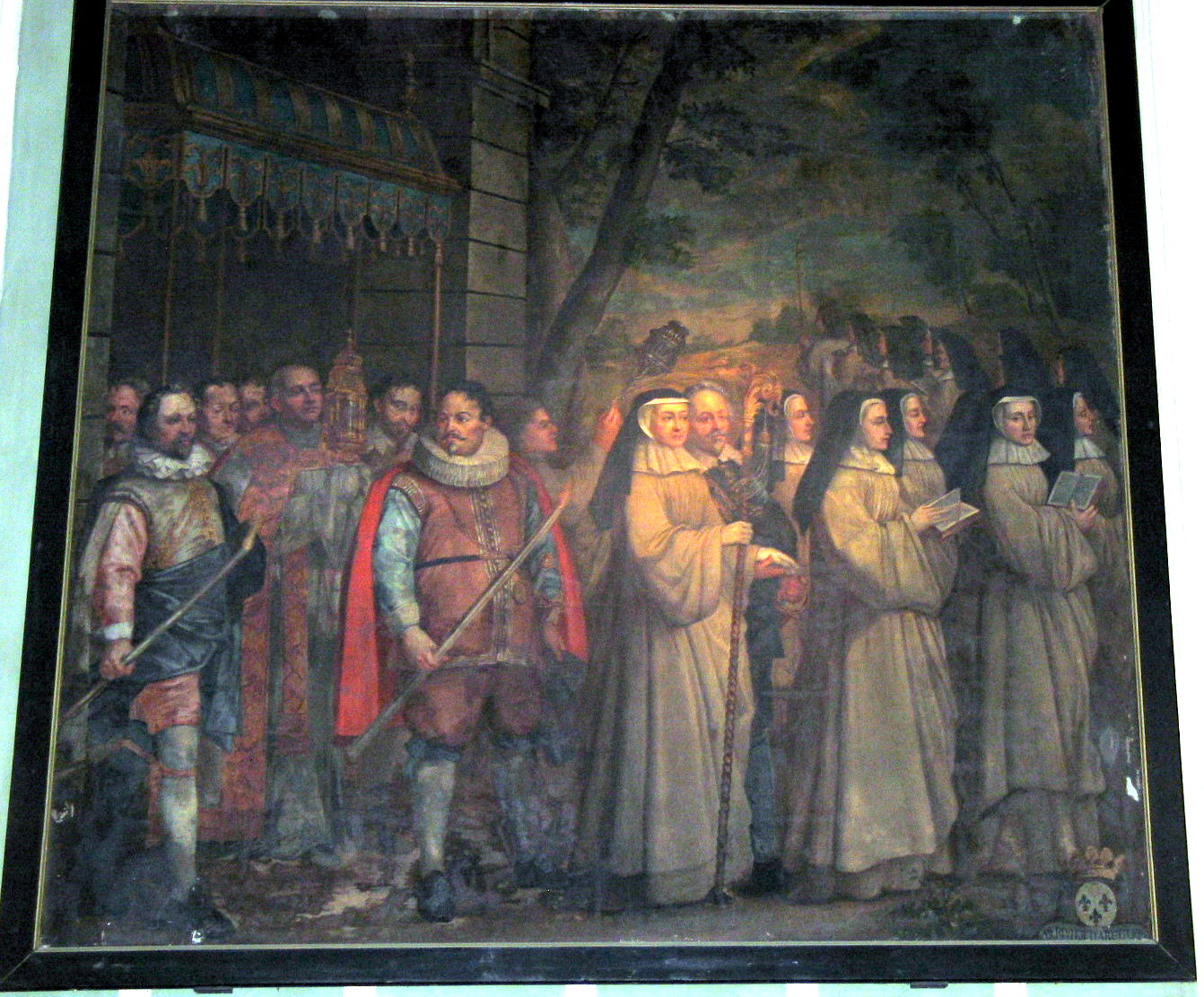
Schilderij afkomstig van de abdij van Herkenrode (zie ook Habijt van cisterciënzerinnen)
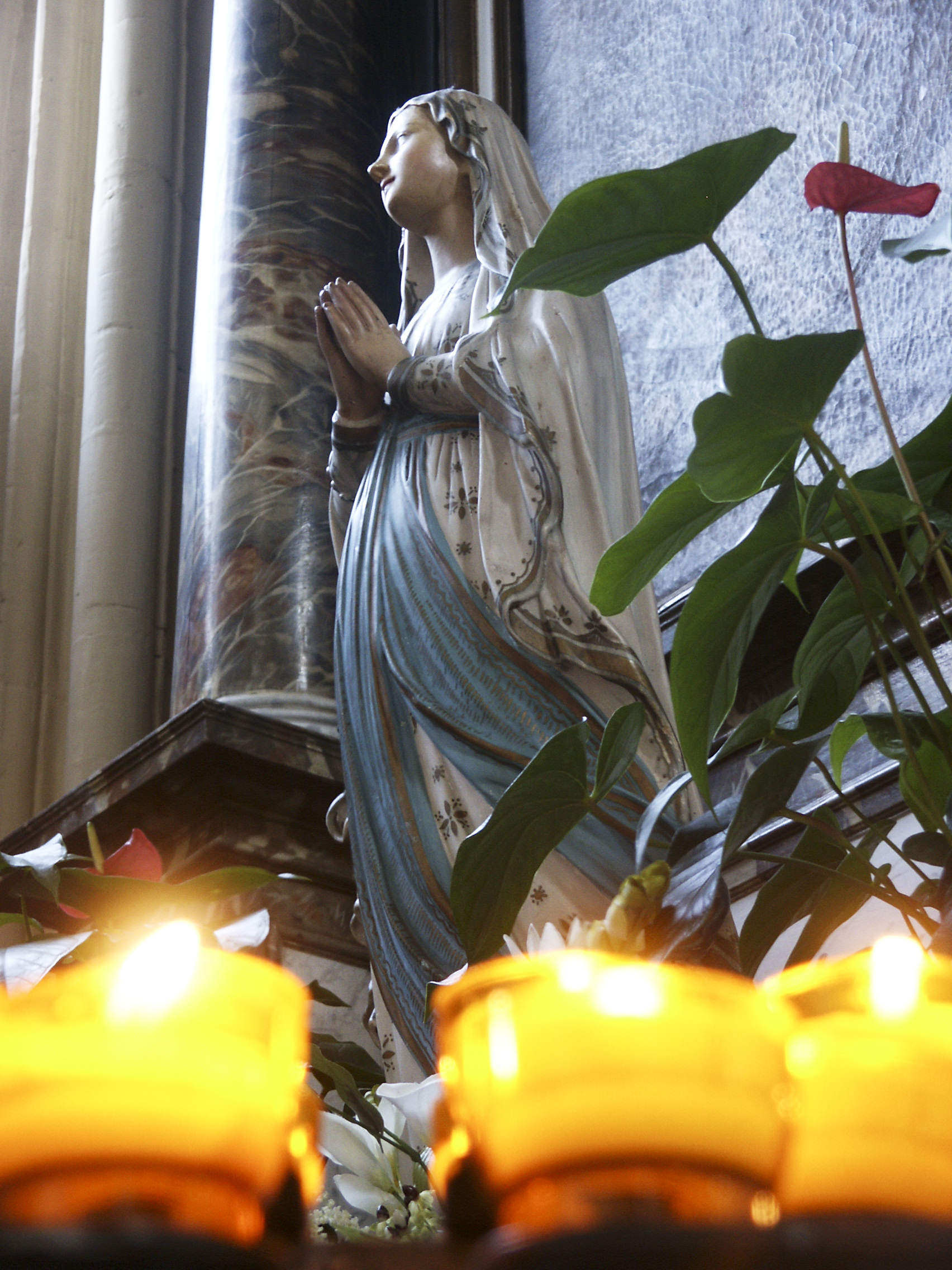
Mariabeeld in de Sint-Quintinus kathedraal
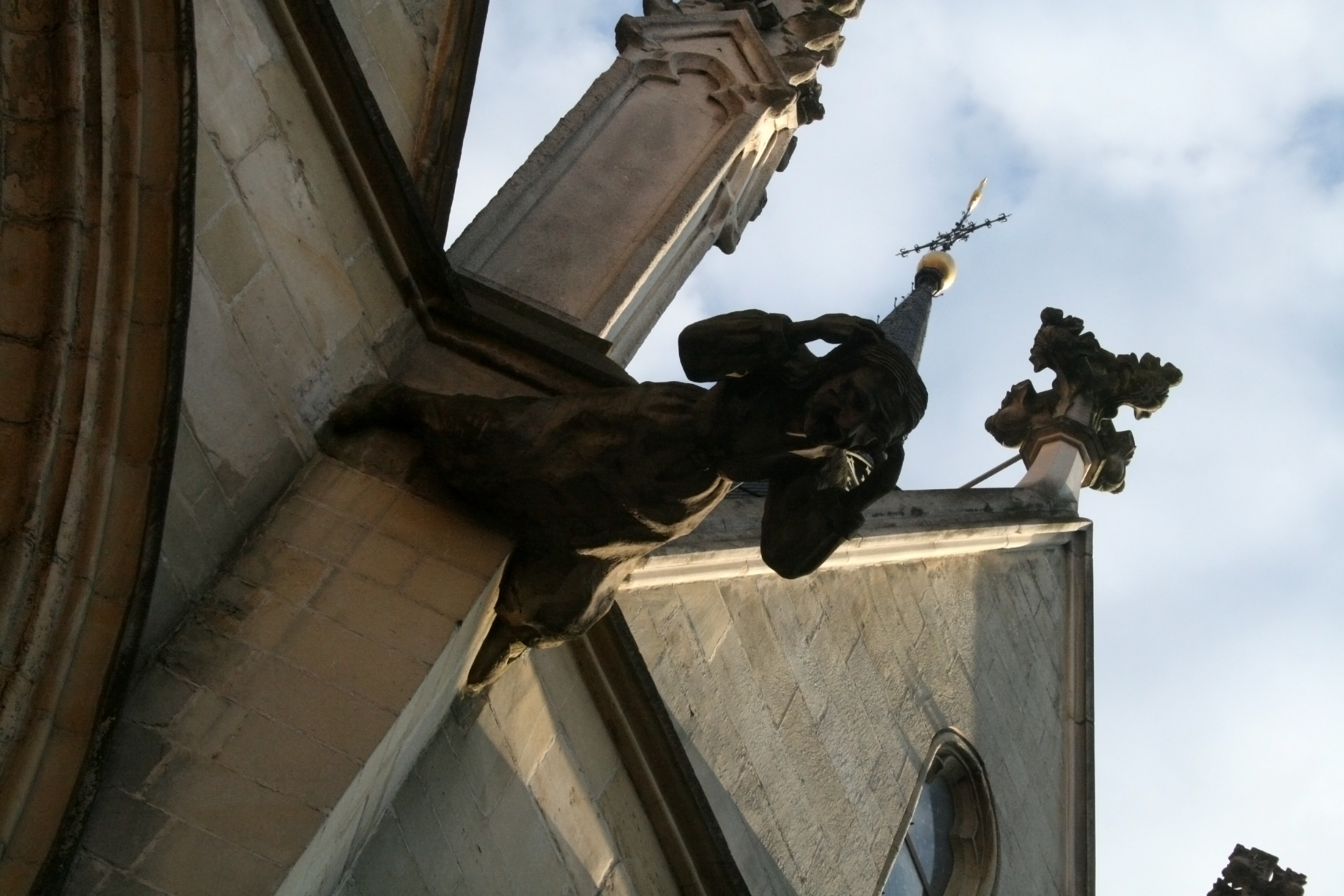
Waterspuwer in de vorm van een schreeuwende vrouw, vermoedelijk een heks